# Paseo de Recoletos

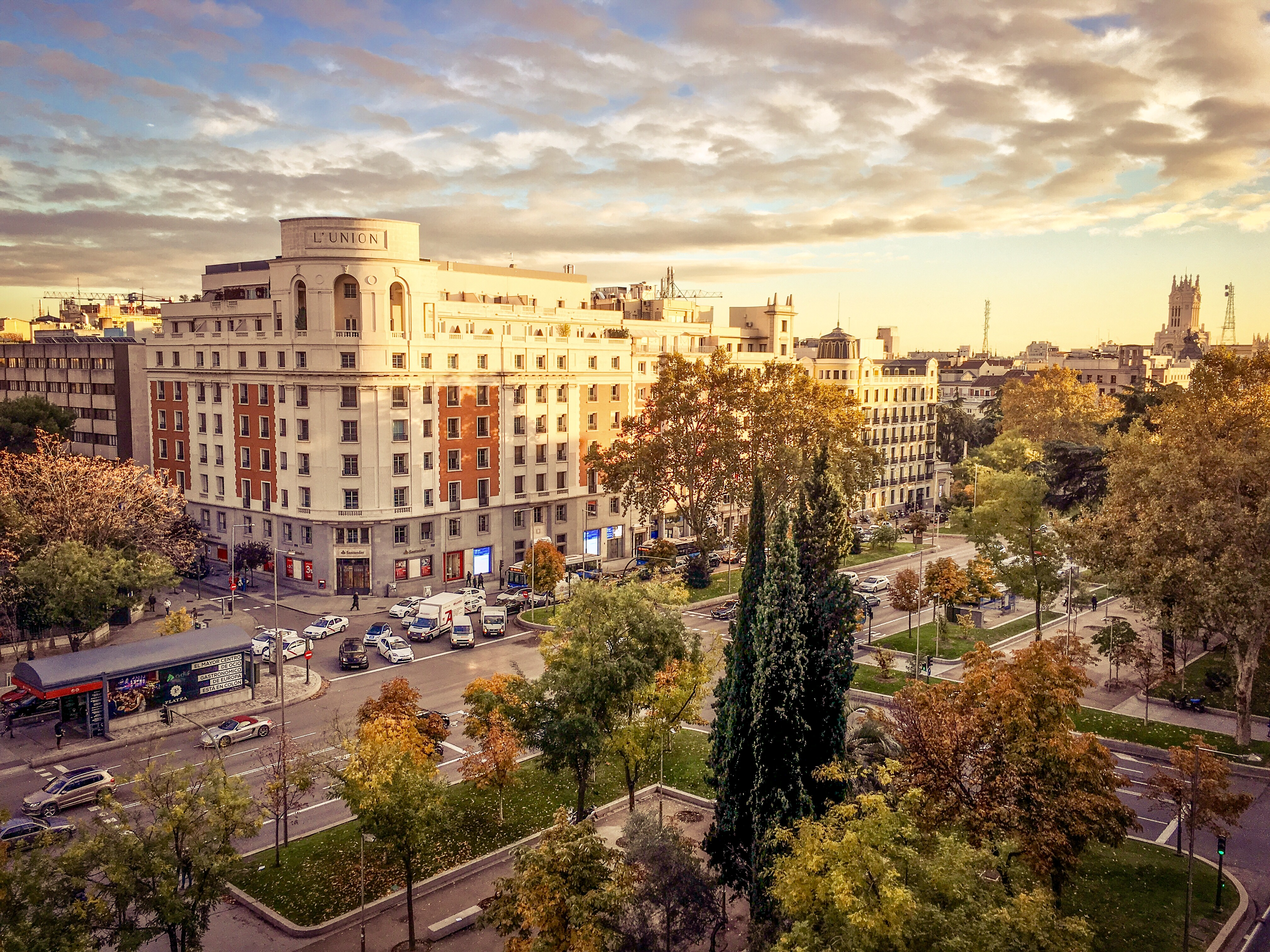
Paseo de Recoletos

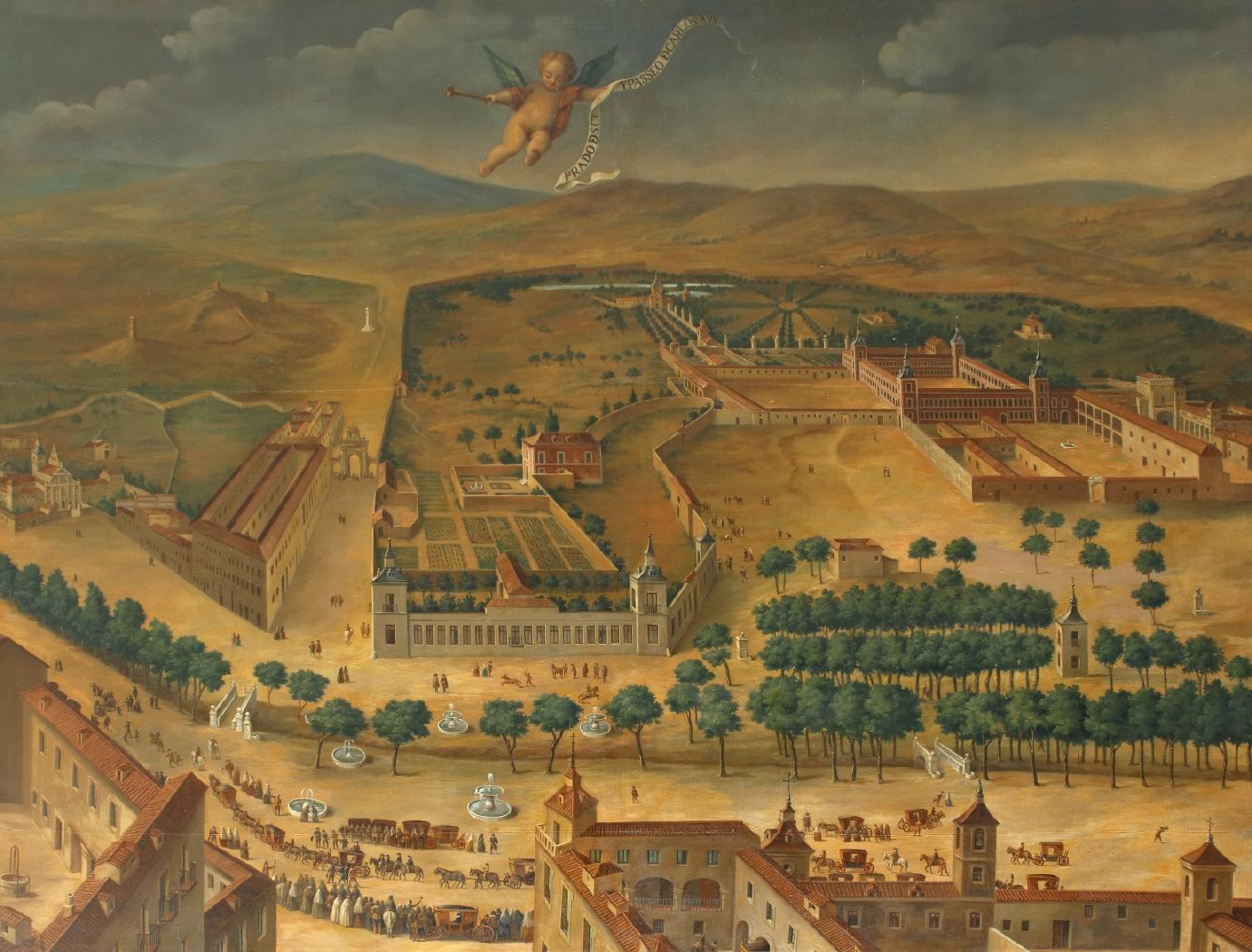
Paseo de Recoletos und Paseo del Prado (um 1690)

Der Paseo de Recoletos ist eine 700 m lange Prachtstraße im Zentrum von Madrid zwischen der Plaza de Cibeles und der Plaza de Colón. Sie verlängert sich nach Norden als Paseo de la Castellana und nach Süden als Paseo del Prado. Sie ist nach dem ehemaligen Kloster der Augustiner-Rekollekten benannt, das sich hier seit dem 16. Jahrhundert befand und auf deren Grundstück 1866–1896 die Spanische Nationalbibliothek errichtet wurde, in deren Gebäude auch das Museo Arqueológico Nacional de España einzog. Die Straße trug im Lauf der Geschichte die Namen Prado de Recoletos, Prado Nuevo, Paseo de Copacabana und, während der Franco-Diktatur, Paseo José Calvo Sotelo.

## Geschichte
Das Recoletos-Kloster wurde 1592 von Doña Eufrasia de Guzmán, Marquesa de Terranova, gegründet und 1595 von den Augustiner-Mönchen übernommen. Die Kirche wurde jedoch erst 1620 fertiggestellt. Dort lebte u. a. der spanische Dichter und Diplomat Diego de Saavedra Fajardo. Das Kloster wurde 1836 abgerissen und an deren Stelle zwischen 1846 und 1855 der Palacio del Marqués de Salamanca errichtet. Der Paseo mit einer doppelten Baumreihe in der Mitte existierte bereits Anfang des 17. Jahrhunderts, wie ein Stadtplan von 1632 zeigt. Er führt entlang des einstigen Flussbetts des Arroyo de la Fuente Castellana. Der Bau wurde unter Karl III. begonnen und unter Ferdinand VII. abgeschlossen. Die Straße entwickelte sich bis in die Gegenwart zur beliebtesten Flaniermeile der Madrileños. Seit 1977 findet auf ihr jedes Jahr im Mai mit der Feria del Libro Antiguo y de Ocasión die größte Buchmesse Madrids statt.

## Gestaltung
Neben der mehrspurigen Fahrbahn befinden sich kleine Gärten, historische Cafés, Brunnen, eine Sonnenuhr und Statuen wie die des Schriftstellers Ramón del Valle-Inclán (1866–1936), eine Nachbildung der Skulptur Der Kuss von Auguste Rodin, bei der jedoch die nackten Körper verhüllt sind, oder das Denkmal Refugiados, das Flüchtlingen gewidmet ist. Entlang des Paseos befinden sich u. a. folgende Gebäude:
- Convento de San Pascual, ursprünglich errichtet im 17. Jahrhundert, aber abgerissen und im 19. Jahrhundert wieder aufgebaut,
- Edificio de la Aurora Polar, erbaut 1880, mehrmals umgestaltet, mit einer Quadriga auf dem Giebel,
- Edificio Restaura, erbaut 1947–1952,
- Palacio de Linares neben Cibeles, errichtet 1873, aktueller Sitz der Casa de América,
- Palacio de Biblioteca y Museos Nacionales, errichtet 1866–1896, mit der Spanischen Nationalbibliothek und dem Spanischen Nationalmuseum für Archäologie,
- Palacio del Marqués de Salamanca, erbaut 1846–1855,
- Palacio del Duque de Elduayen, errichtet 1890–1895,
- Palacio de la Duquesa de Medina de las Torres, errichtet 1881–1884,
- Palacio López-Dóriga, erbaut um 1872,
- Palacio del Marqués de Alcañices, erbaut 1865.

## Galerie

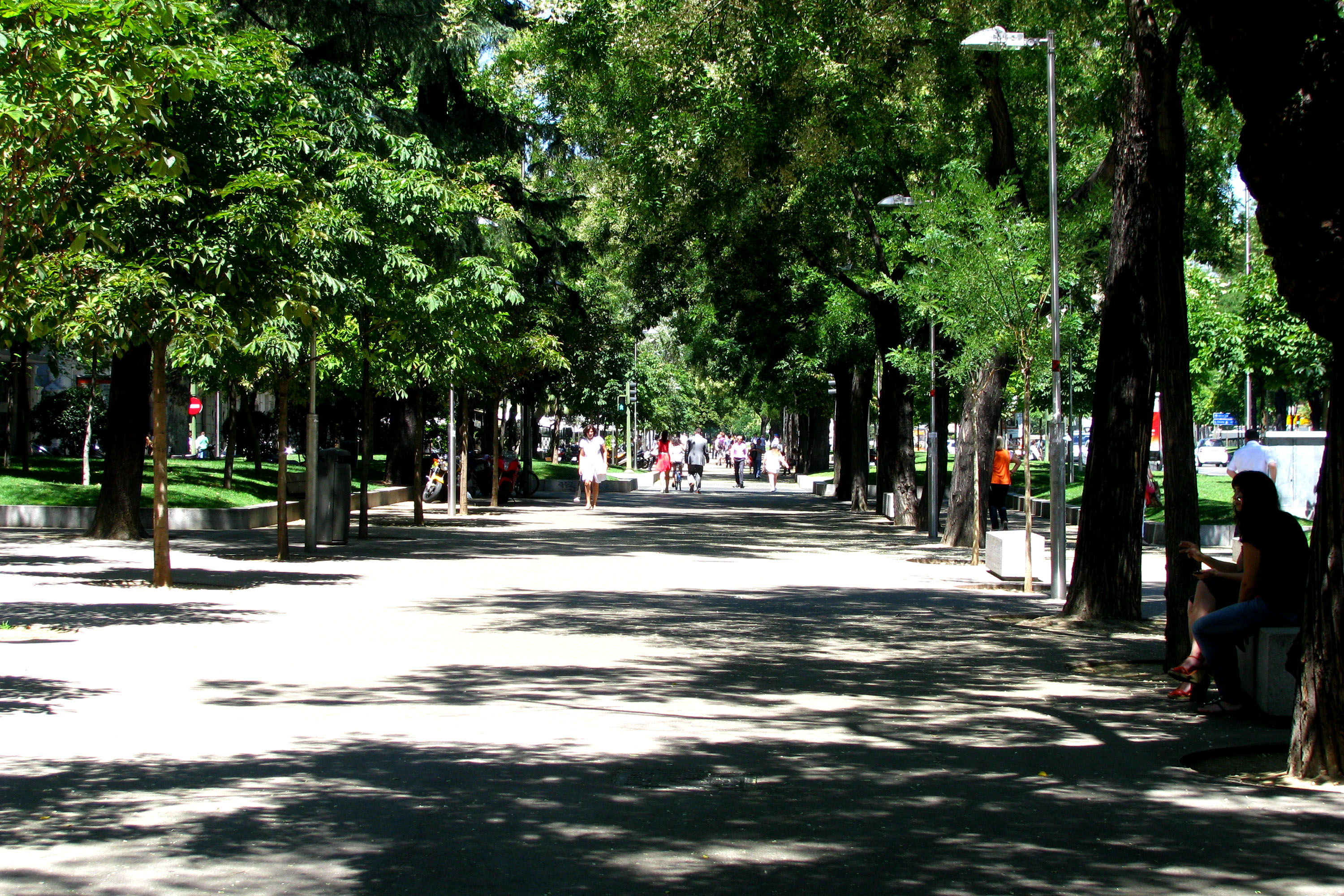
Paseo de Recoletos
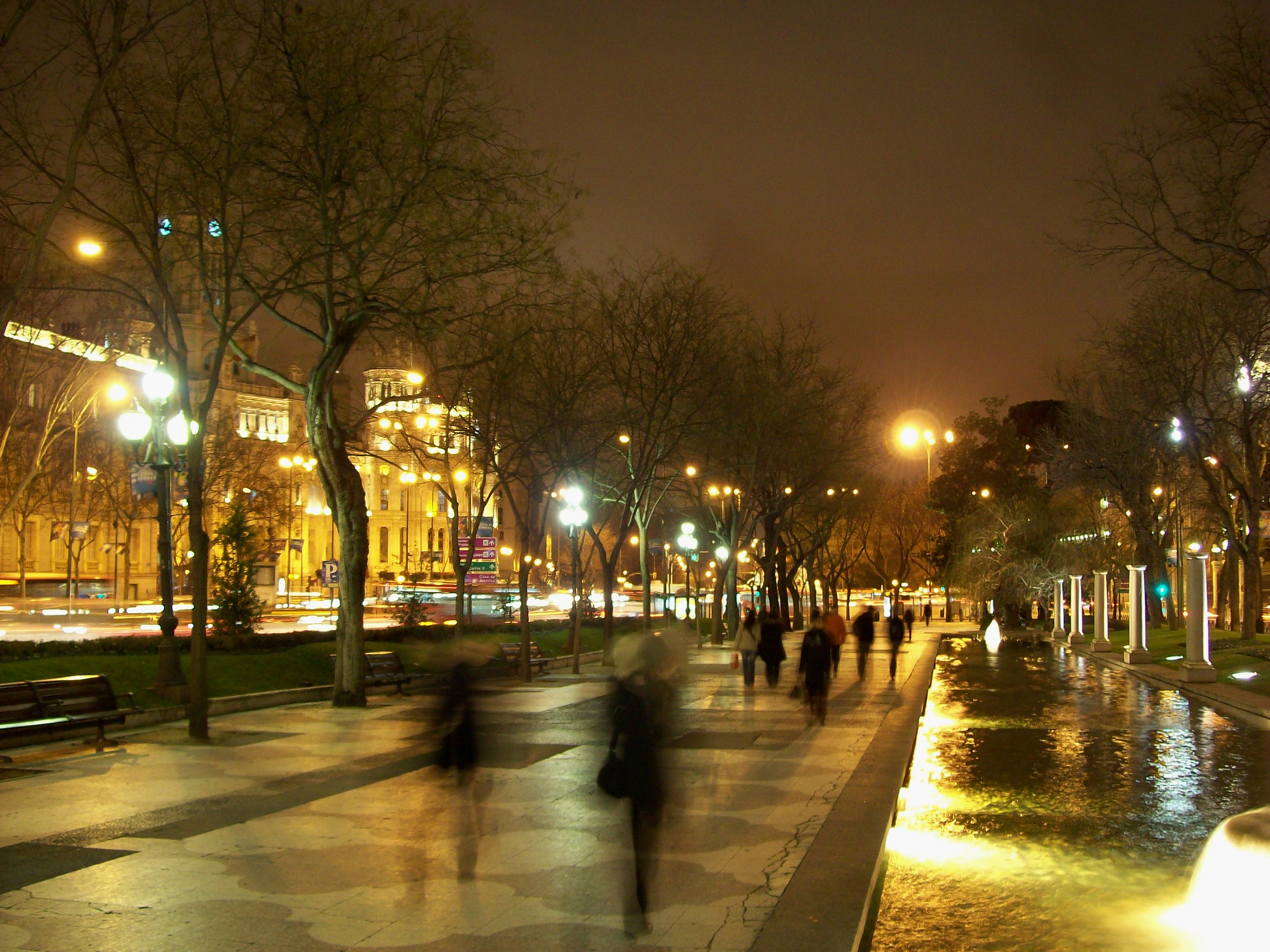
Paseo de Recoletos
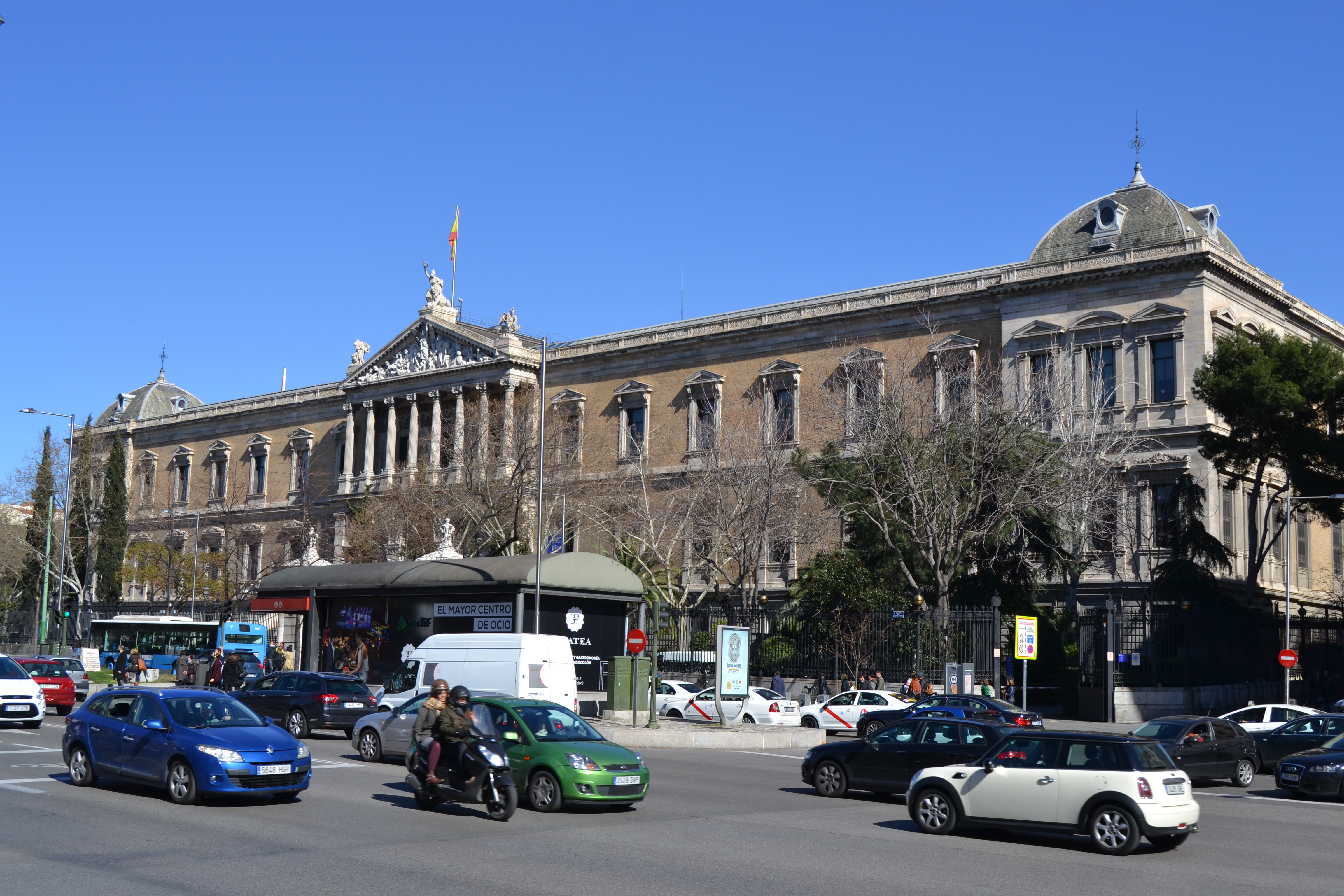
Spanische Nationalbibliothek
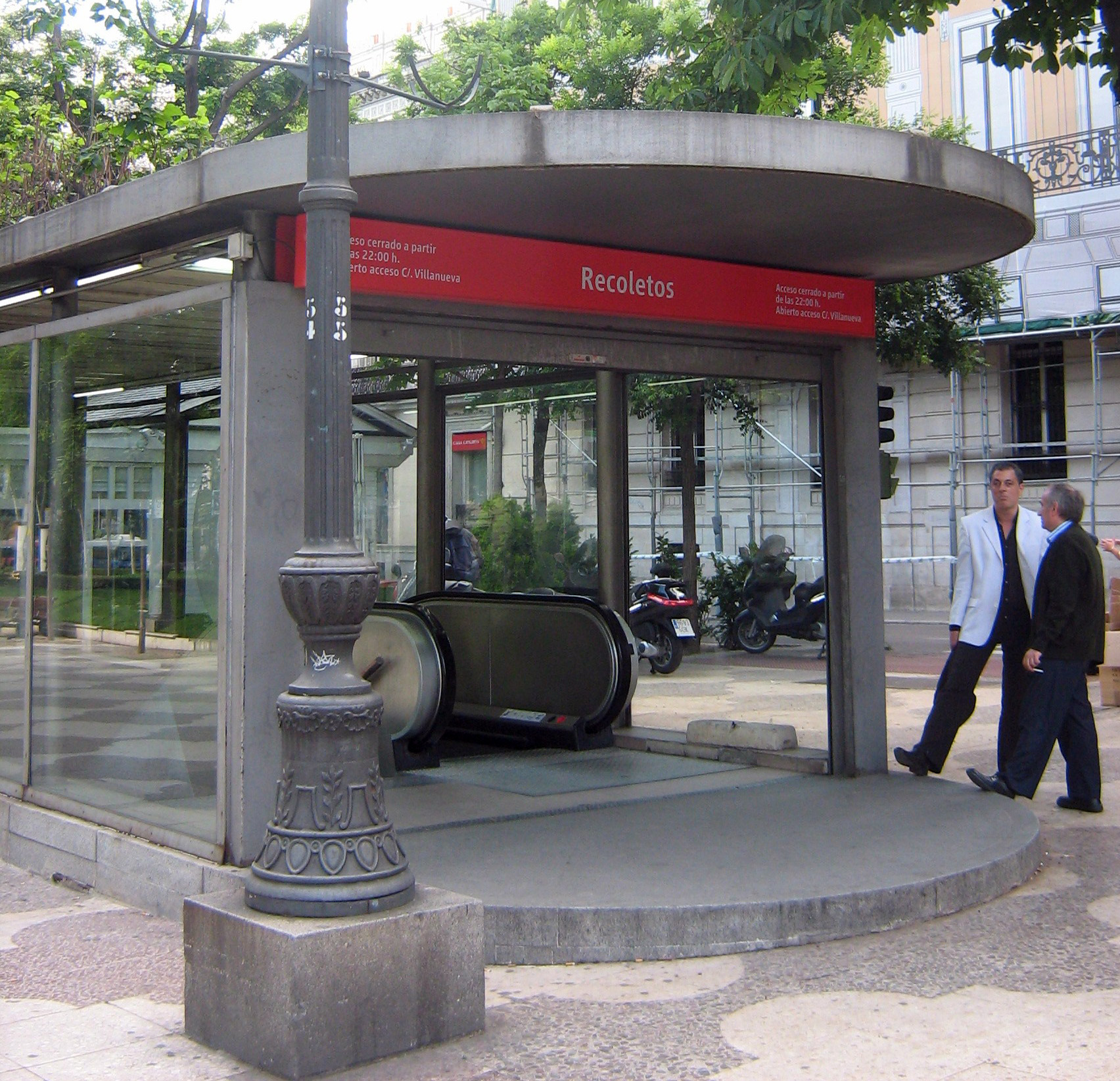
S-Bahnhof Recoletos
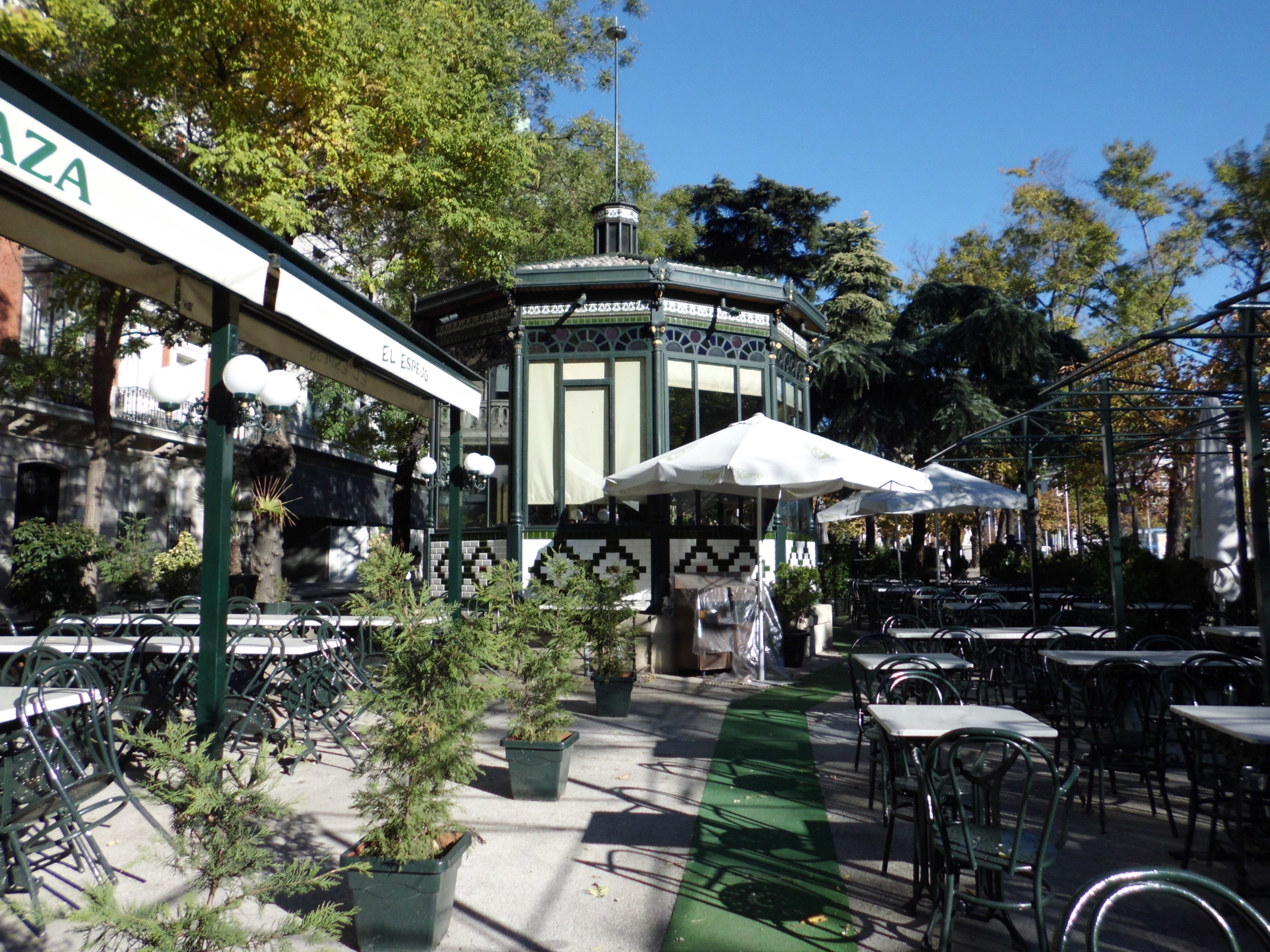
Kiosk Espejo viejo
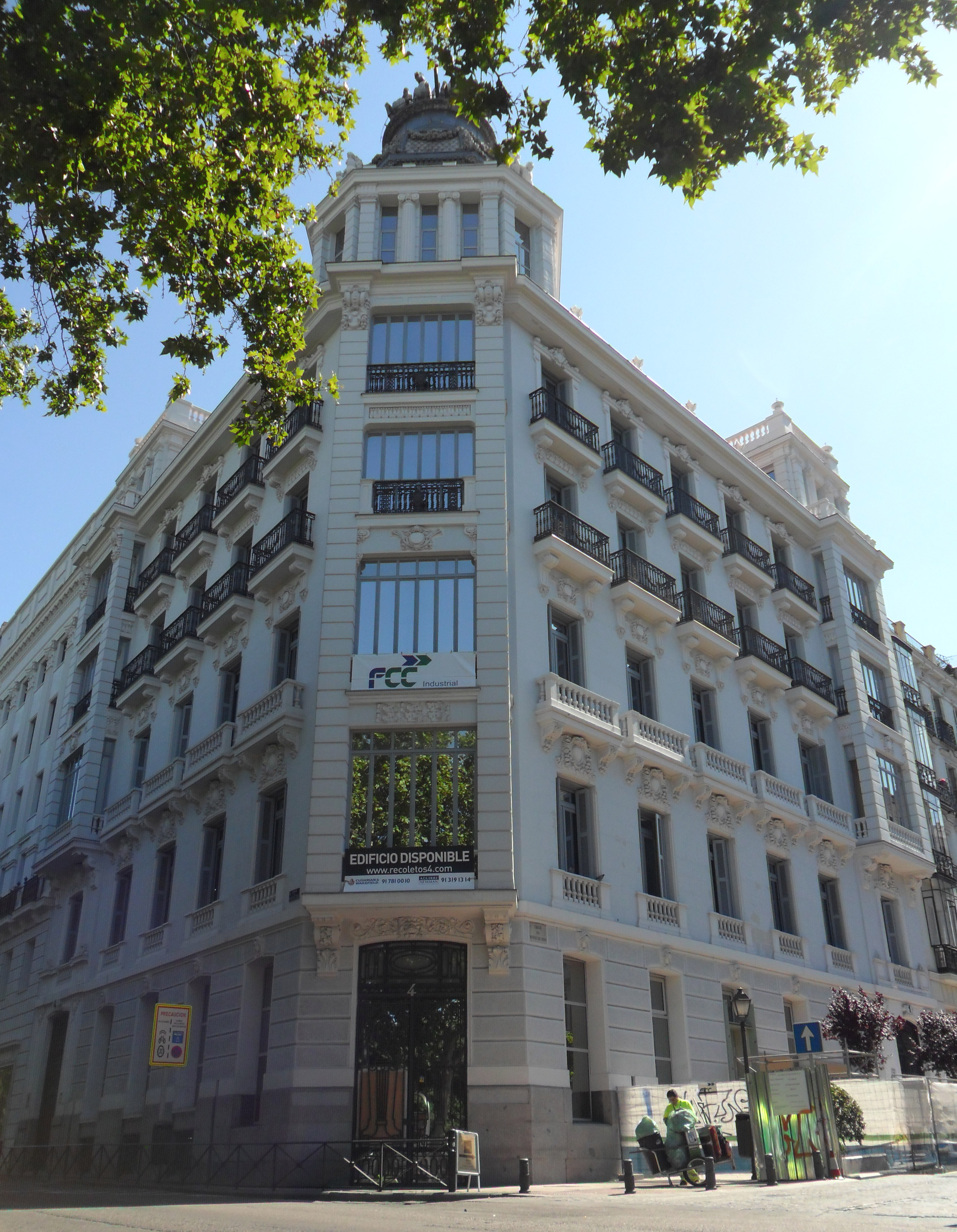
Edificio de la Aurora Polar
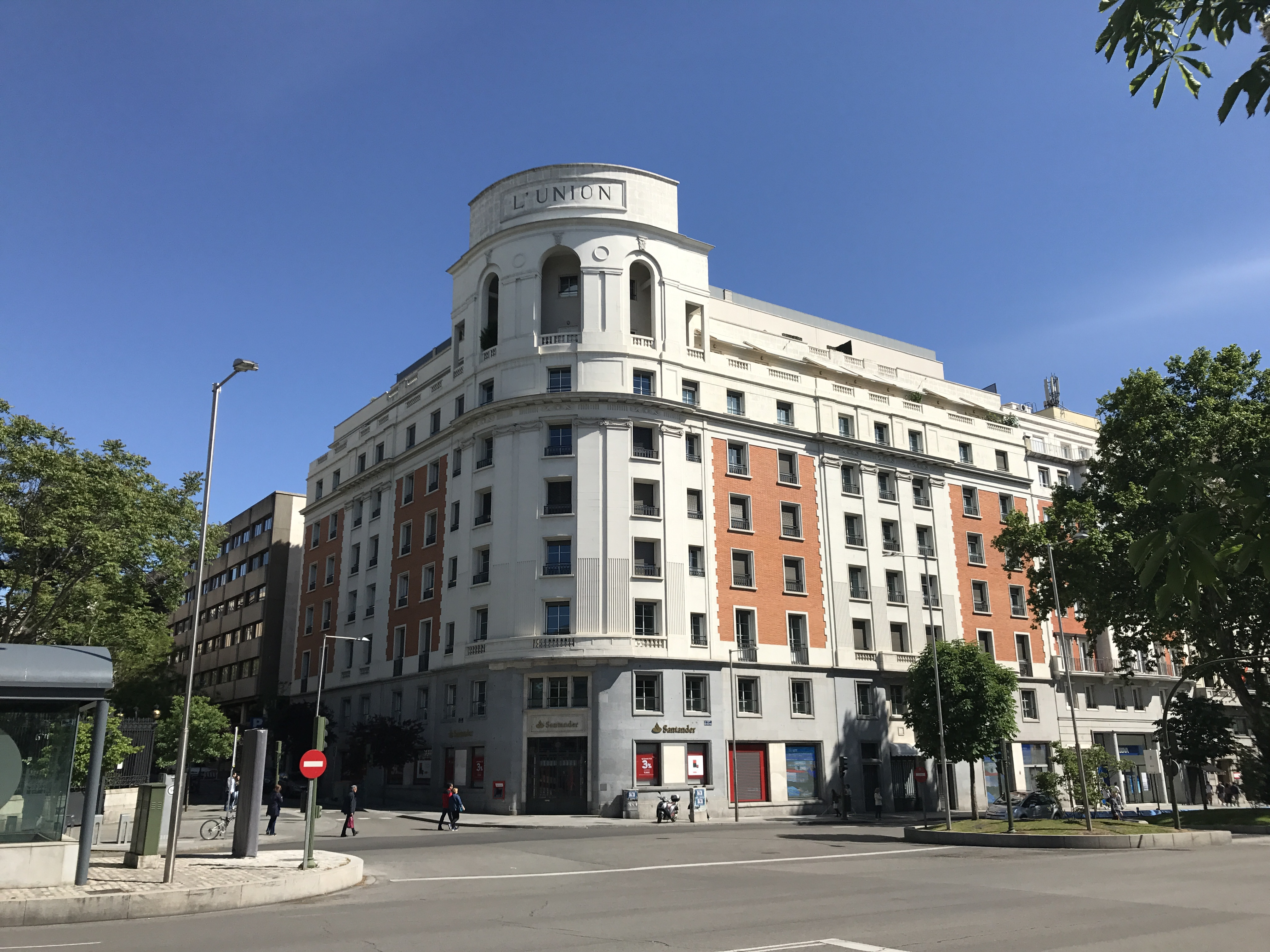
Edificio Restaura
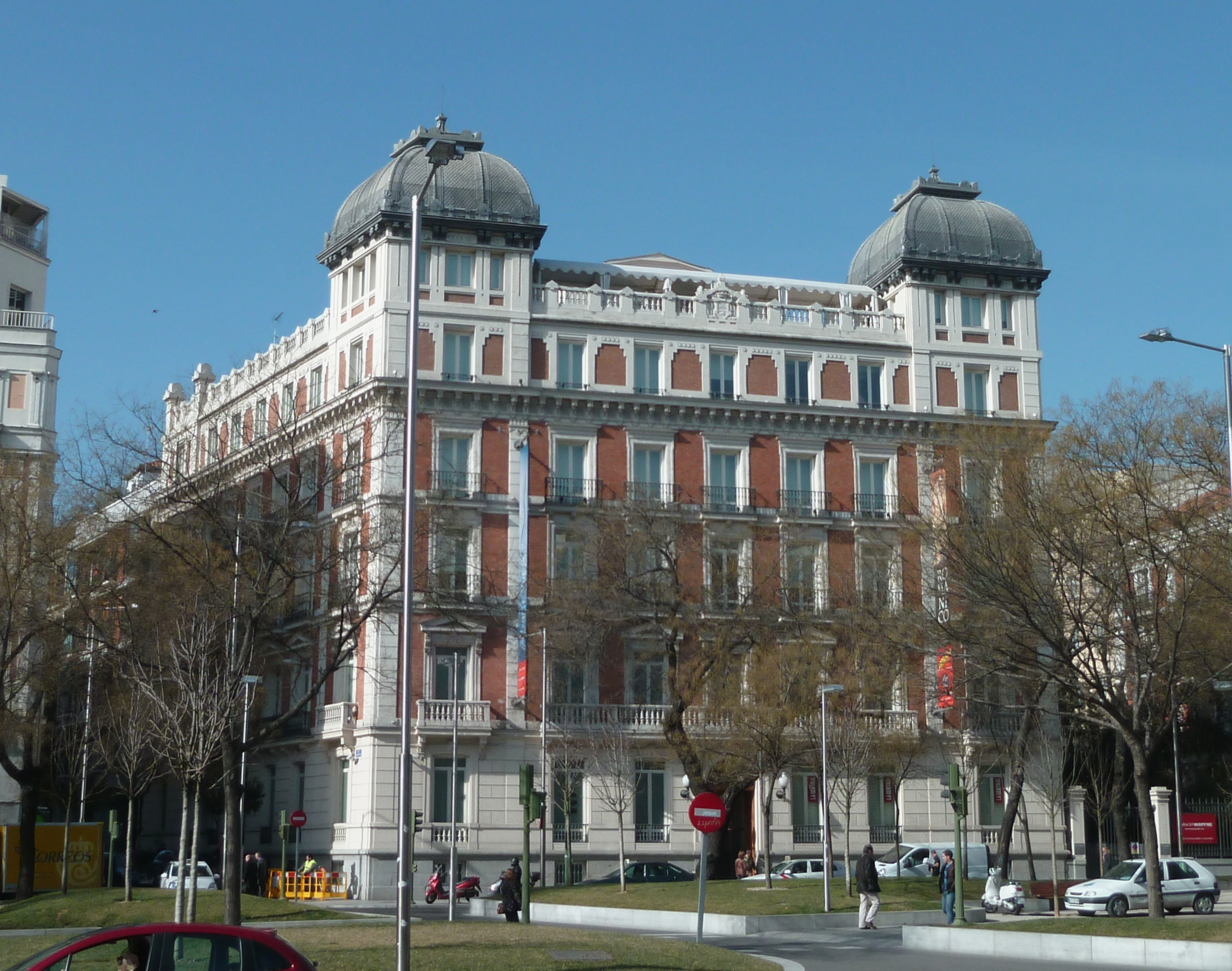
Palacio de la Duquesa de Medina de las Torres
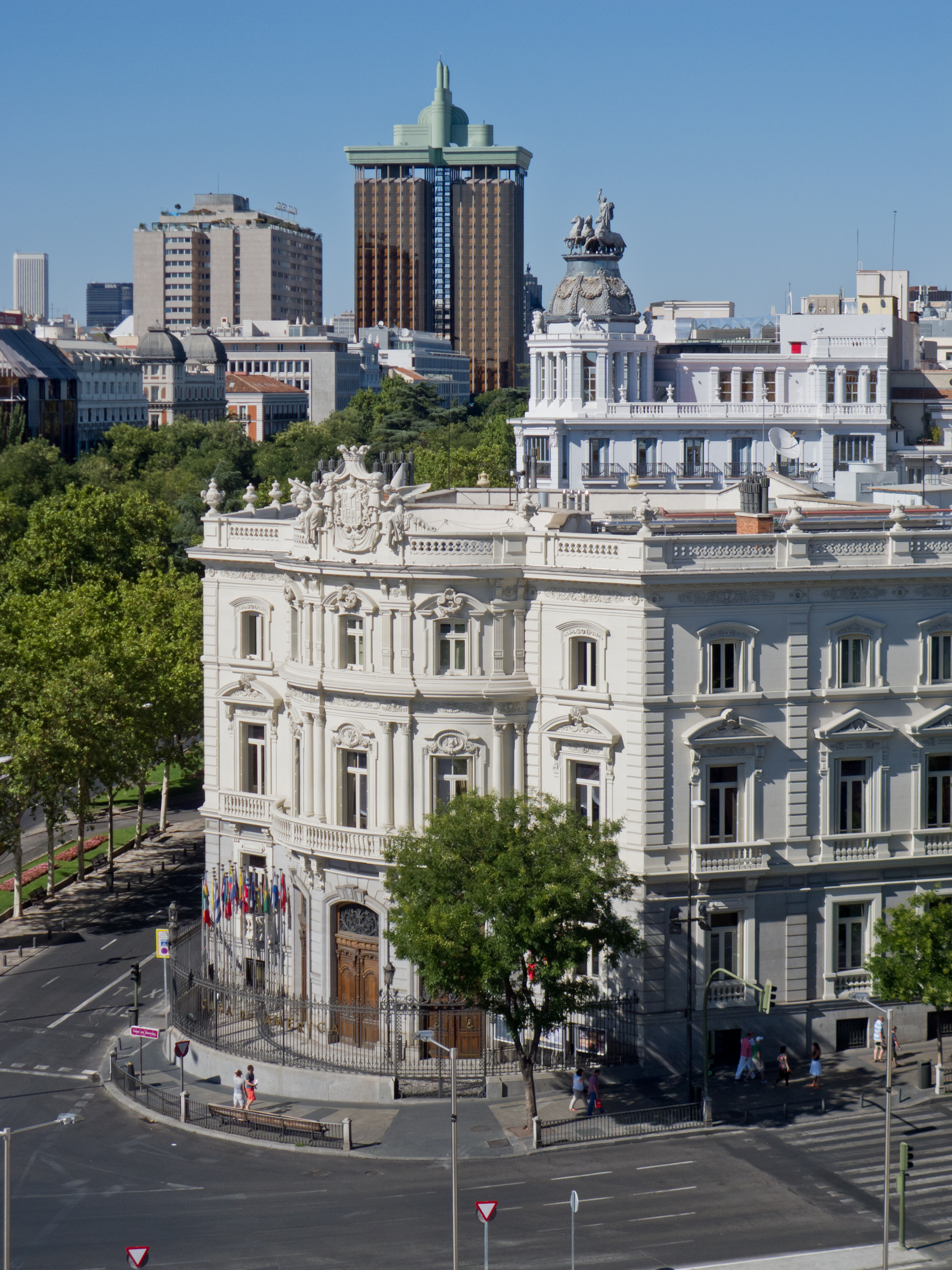
Palacio de Linares
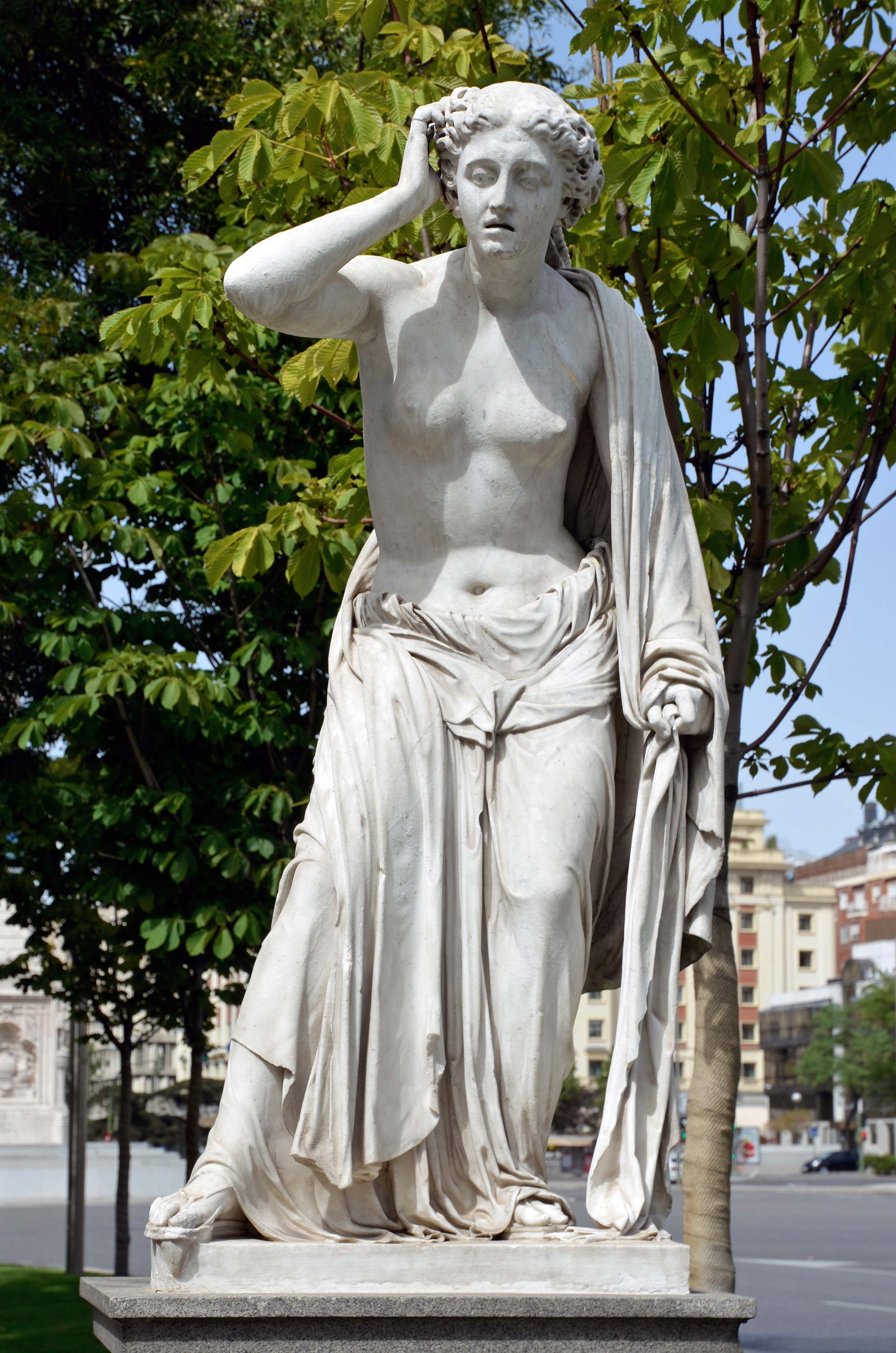
Statue der Andromache
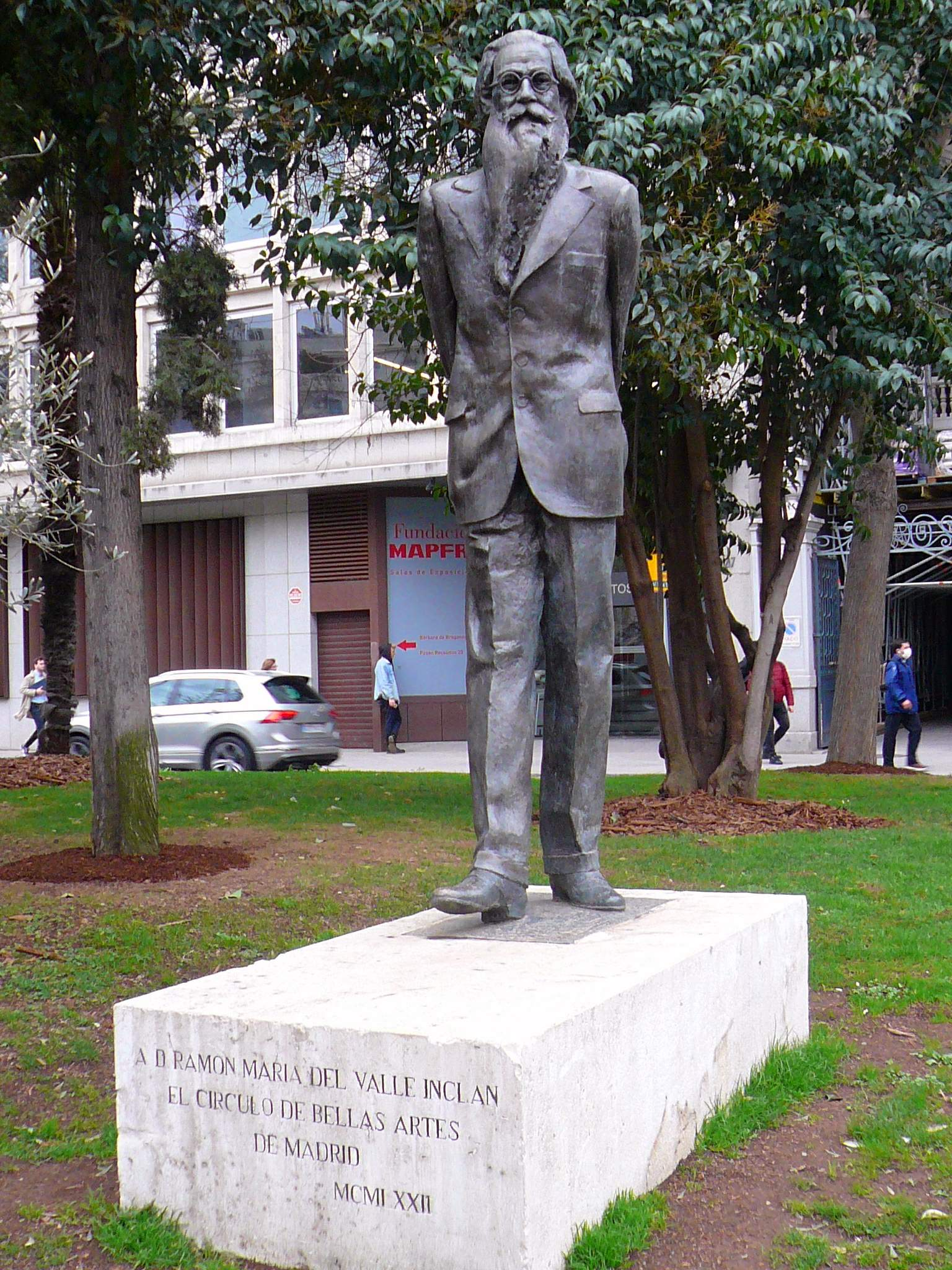
Statue des Dichters Ramón del Valle-Inclán
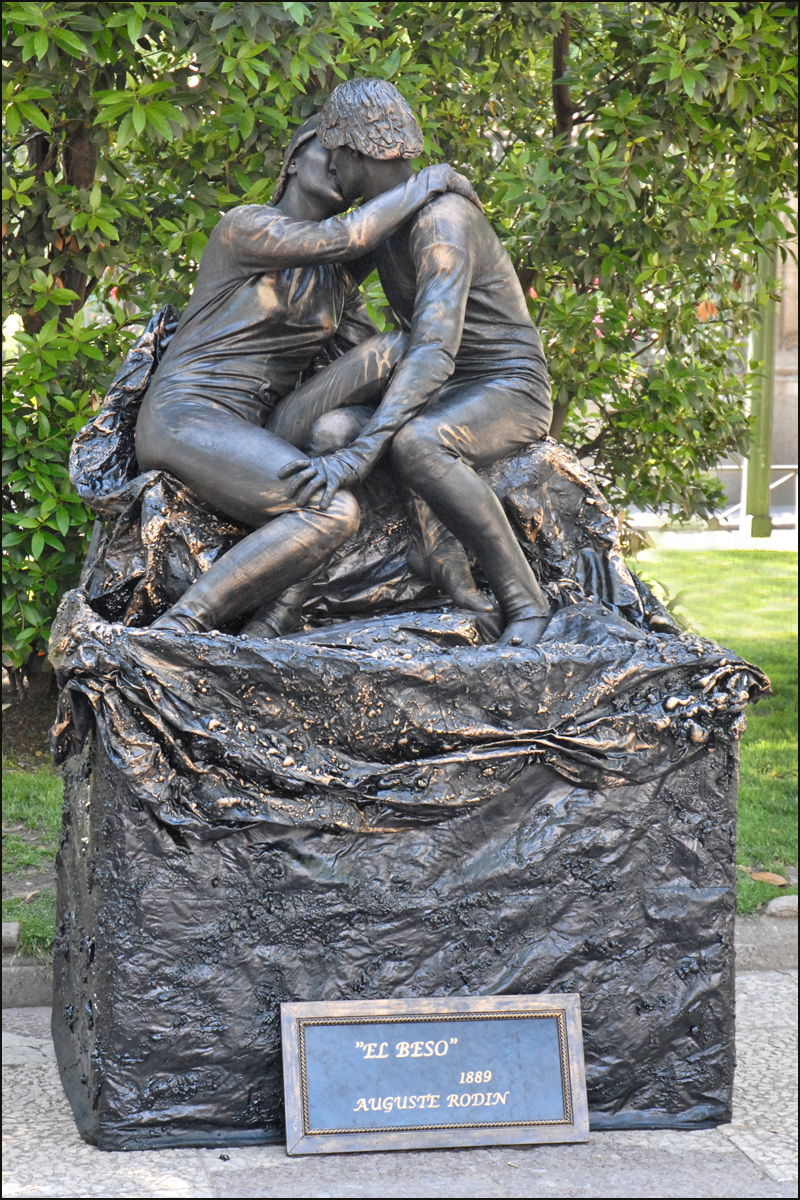
El beso (Der Kuss)
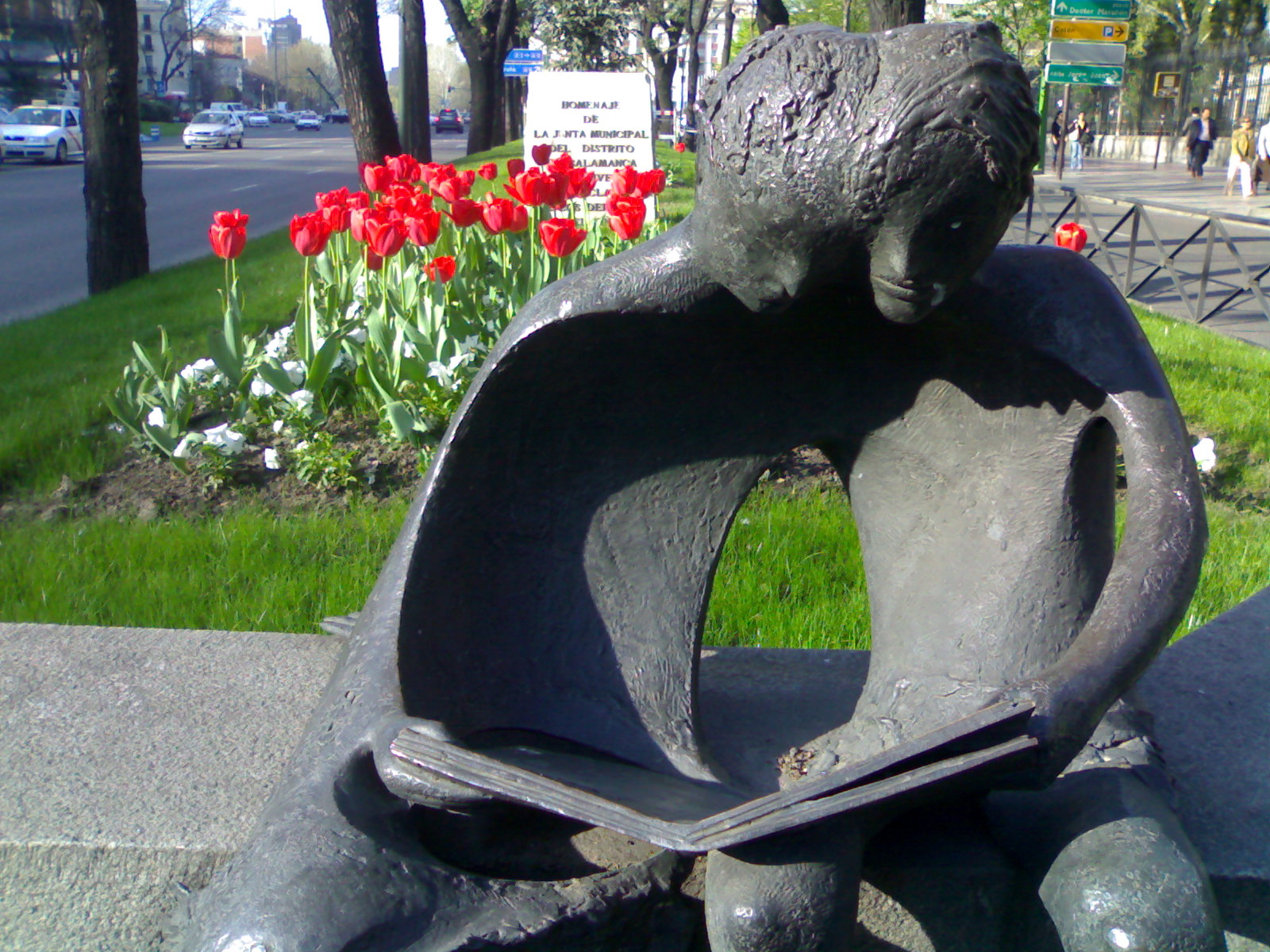
Monumento al libro
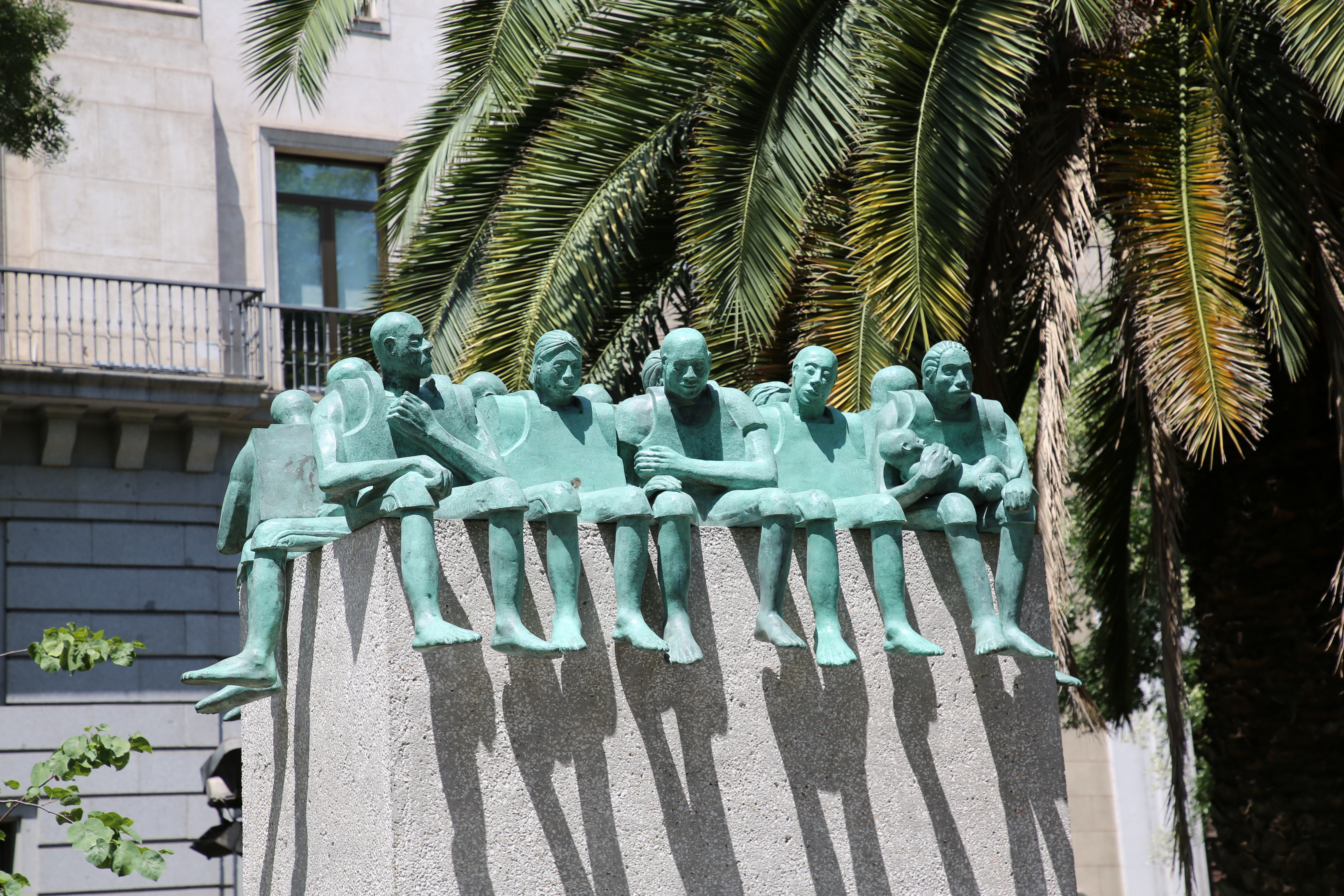
Refugiados (Flüchtlinge)
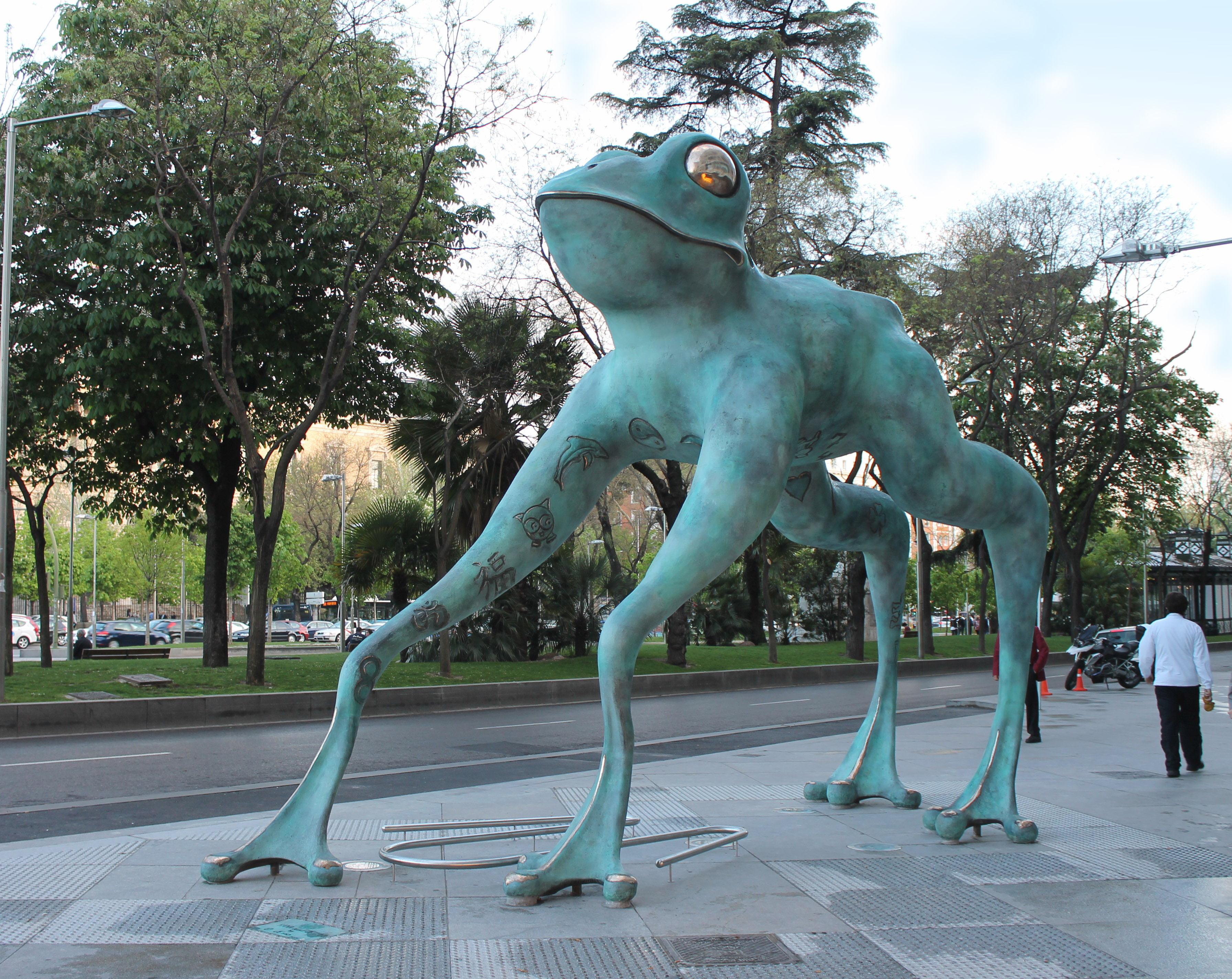
Rana de la Fortuna (Glücksfrosch)